# پورتو والتر
پورتو والتر (به پرتغالی: Porto Walter) یکی از شهرستان های برزیل است که در اکری واقع شده‌است.
این شهر یک منطقهٔ مسکونی در برزیل است که در غرب ایالت آکِر برزیل واقع شده است. جمعیت آن ۱۲۲۴۱ نفر و مساحت آن ۶۱۳۶ کیلومتر مربع است. شهرداری شامل ۲۷ درصد از ۸۴۶۶۳۳ هکتار پارک ملی Serra do Divisor است که در سال ۱۹۸۹ ایجاد شد. 

## خصوصیات
پورتو والتر ۶٬۱۳۶ کیلومترمربع مساحت و ۸٬۱۷۰ نفر جمعیت دارد.